# OTI 1996
Il venticinquesimo Festival della canzone iberoamericana si tenne a Quito, in Ecuador il 14 dicembre 1996 e fu vinto da Anabel Russ che rappresentava la Spagna.

## Classifica
| Paese                                   | Artista                          | Canzone               | Posizione |
| Spagna                                  | Anabel Russ                      | Manos                 | 1         |
| Argentina                               | Guillermo Guido                  | Cuanto te amo         | 2         |
| Perù                                    | Carmina Cannavino y Ángel Chacón | Bendito amor          | 3         |
| Venezuela                               | Dina                             | Junto a tu boca       |           |
| Costa Rica                              | Carlos Guzmán                    | Qué bonito sería      |           |
| Messico                                 | Sergio Arzate                    | Del piso a la nube    |           |
| Colombia                                | Voz en Off                       | Eres                  |           |
| Portogallo                              | Elaisa                           | Mi isla               |           |
| Cuba                                    | Eduardo Antonio                  | Me queda la canción   |           |
| Uruguay                                 | Los Iracundos                    | Quiero estrenar       |           |
| Panama                                  | Omar Argel                       | Sin tu cielo azul     |           |
| Guatemala                               | Álvaro Aguila                    | Para encontrar la paz |           |
| Cile                                    | José Luis Moya                   | Te confieso           |           |
| Rep. Dominicana                         | Frank Ceara                      | Una historia más      |           |
| Porto Rico                              | Porto Latino                     | Ay, amor              |           |
| Paraguay                                | Jorge Castro                     | Por ti mujer          |           |
| Nicaragua                               | Manuel Salvador                  | Oh, luna              |           |
| El Salvador                             | Juan Manuel Bolaños              | Con alguien más       |           |
| Stati Uniti                             | Raffy                            | Basta ya              |           |
| Honduras                                | Millicient Vera                  | Rosas y espinas       |           |
| Bolivia                                 | Huáscar Bolívar                  | Has estado con él     |           |
| Ecuador                                 | Aldo y Gianni                    | Y vuela               |           |
| Luogo: Teatro Nacional - Quito, Ecuador |                                  |                       |           |